# En ung dam far till Djurgårdsbrunn
En ung dam far till Djurgårdsbrunn är en novellsamling skriven av Agnes von Krusenstjerna. Den utkom i tryck första gången den 8 april 1933. Förutom noveller innehåller En ung dam far till Djurgårdsbrunn dikter. Centralt tema i alla novellerna är att de handlar om människor som inte är nöjda med sitt liv, och känner sig ensamma och längtar. Dessa personer möter sedan människor som stillar deras längtan, och öppnar rum inom dem som tidigare varit stängda, de känner lycka, glädje och kärlek. Det slutar dock alltid med att de blir bedragna på sin nyfunna lycka, och då kvarstår endast besvikelsen.
En ung dam far till Djurgårdsbrunn innehåller novellerna: 
- En ung dam far till Djurgårdsbrunn
- Madame Boucs kärleksmåltid
- Var och en sitt yrke
- Ljalja
- I andra hand
- I ateljé Souvenir
- Tvärs över gatan
- Mot våren
- Junis blommor
- I skymningen
- Hon som gjorde rent

Följande dikter finns i boken:
- Rummet
- En skål med tårar lyfts mot våren (diktsamling)

## Källa
- Krusenstjerna, Agnes von (1933). En ung dam far till Djurgårdsbrunn. Stockholm: Bonnier. Libris 1347183. http://hdl.handle.net/2077/33565 – Faksimil hos Litteraturbanken
- En ung dam far till Djurgårdsbrunn. Stockholm: Bonnier. 1933. Libris 14636649. http://hdl.handle.net/2077/33565
- En ung dam far till Djurgårdsbrunn på Projekt Runeberg